# سبقت (فیلم ۱۹۶۲)
«سبقت» (به ایتالیایی؛ Il Sorpasso) فیلمی در ژانر کمدی به کارگردانی دینو ریسی است که در سال ۱۹۶۲ منتشر شد.
این فیلم را به عنوان یکی از بهترین آثار ریسی و نمونه‌ای مثال‌زدنی از کمدی‌های ایتالیایی می‌دانند.

## بازیگران
- ویتوریو گاسمن
- ژان لویی ترنتینیان
- آنته استرویبرگ
- کاترین اسپاک
- کلودیو گورا
- لوچانا آنجولیلو
- لیندا سینی
- ناندو آنجلینی
- فرانکا پولزلوi
- جان فرانسیس لین
- آنت وادیم
- ادا فرونائو